# Laetitia Beck

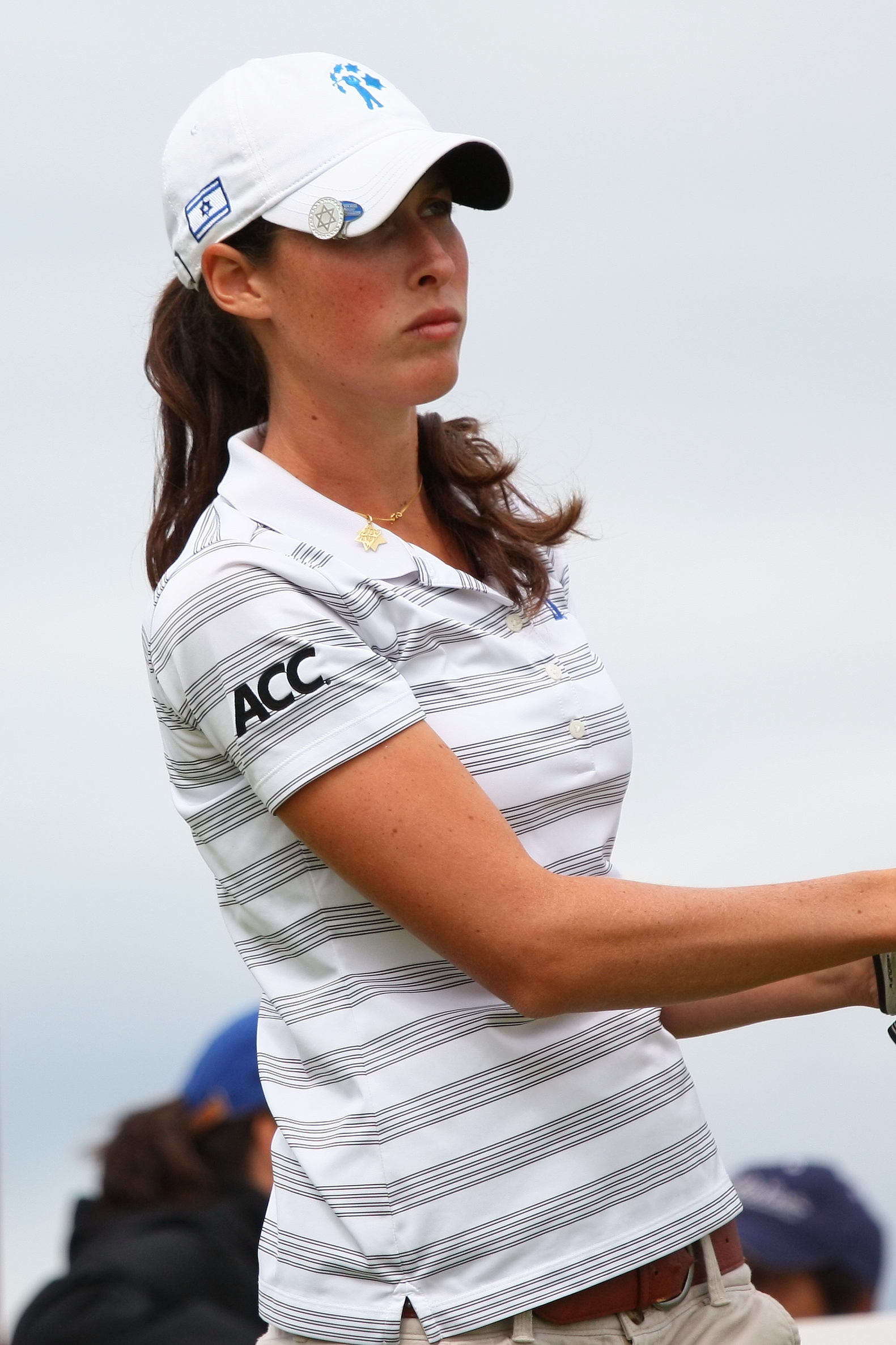
Laetitia Beck (2013)

Laetitia Beck; hebräisch לטיסיה בק (* 5. Februar 1992 in Antwerpen, Belgien) ist eine israelische Golferin. Ihr professionelles Debüt gab sie 2014 bei The Open Championship.

## Leben
Laetitia Beck wurde als Tochter von Liliane und Jean Claude Beck geboren. Sie hat zwei Schwestern, Liora und Olivia Claude, und einen Bruder, Yoni Claude.
Im Alter von sechs Jahren zog sie mit ihrer Familie nach Caesarea in Israel. Als sie acht Jahre alt war, bekam sie den ersten Golfunterricht. Golf war neben Fußball und Tennis Teil ihres aktiven Lebens. Im Alter von 12 Jahren ermutigte ihre Mutter sie, an die der israelischen Damen-Meisterschaftteilzunehmen. Inspiriert durch den Sieg konzentrierte sie sich danach nur noch auf Golf. Mit 13 Jahren gewann sie einen nationalen Titel. Nachdem sie das Turnier gewonnen hatte, schickten ihre Eltern sie für ein Jahr auf die IMG Academy in Bradenton in Florida. Laetitia blieb noch ein zweites Jahr an der Akademie, da sie sich gerne für einen Trainingsplatz bei der LPGA bewerben wollte. Sie erhielt einen Studienplatz an der Duke University in Durham in North Carolina, USA. An der Universität wurde sie zweimal All-American des Landes. Sie beendete das Studium 2010. Sie lebt in einer jüdischen Gemeinde im Miami-Dade County in Florida. Bei den Olympischen Sommerspielen 2016 in Brasilien belegte sie den 31. Platz mit zwei Schlägen über Par.